# Therese Giehse
Therese Giehse, född Therese Gift, 6 mars 1898 i München, död där 3 mars 1975, var en tysk skådespelare. Hon var en av grundarna av satirteatern Die Pfeffermühle i München och hon spelade huvudrollen i Mor Courage och hennes barn samt i Besök av en gammal dam vid premiären i Zürich.

## Biografi
Giehse tog kontorsarbeten för att betala sin tvååriga utbildning till skådespelare. Hon fick sedan roller vid teater i Siegen, Gleiwitz, Landshut och München. Efter en kort vistelse i Breslau var hon 1926 aktiv vid Münchner Kammerspiele. Scenen hade kort innan inrättats av regissören Otto Falckenberg. Giehse spelade ofta en äldre dam eller en argbigga kvinna i kraftfulla teaterpjäser. När hon 1929 spelade fru Peachum i Tolvskillingsoperan blev hon bekant med Bertolt Brecht.
Giehse var aktiv i motståndet mot naziregimen och inrättade i januari 1933 tillsammans med bland annat Klaus och Erika Mann teatern Die Pfeffermühle. Redan två månader senare var hon tvungen att lämna München och en utpost till teatern öppnades i Zürich. Där fick hon även roller vid Schauspielhaus Zürich. Bredvid mor courage spelade hon bland annat vid premiären av Blodsbröllop av Federico García Lorca. Efter andra världskriget var hon ofta aktiv för Friedrich Dürrenmatt. Han skapade skådespelet Die Physiker och efter Giehses önskan ändrades huvudkaraktären till en kvinna som hon spelade.
Giehse var lesbisk och hade bland annat ett förhållande med skådespelaren Marianne Hoppe. Hon gifte sig med författaren John Hampson som likaså var homosexuell för att få ett brittiskt pass. Den tyska regissören Paul Verhoeven dog på scenen när han höll ett minnestal för Giehse efter hennes död.

## Andra premiärroller och filmroller
- Herr Puntila och hans dräng Matti, av Bertolt Brecht, smugglande kvinna
- Don Juan oder Die Liebe zur Geometrie, av Max Frisch, Celestina
- Anna Karenina, film 1948, Marietta
- Lacombe Lucien, film 1974, Bella Horn